# Jan Kabelka
Jan Kabelka (19. října 1903 Jakubov u Moravských Budějovic – 17. července 1942 Ostrava-Zábřeh) byl český učitel, odbojář a oběť nacismu.

## Život
Jan Kabelka se narodil 19. října 1903 v Jakubově u Moravských Budějovic v selské rodině. V roce 1921 dokončil studia na gymnáziu v Moravských Budějovicích. Absolvoval vojenskou službu a dosáhl hodnosti nadporučíka v záloze. Jako učitel působil v Hluku, Václavovicích a na obecné škole v Horních Starých Hamrech. Zde se stal v roce 1937 jedním ze zakládajících členů Včelařského spolku, byl jednatelem místního Sokola, vedl místní záložnu. Z jeho podnětu byl na hřbitově ve Starých Hamrech v roce 1933 odhalen pomník Maryčky Magdónovy od sochaře Augustina Handzela. Oženil se a v roce 1931 se mu narodila dcera Pavla a v roce 1933 syn Lubomír. V roce 1938 ovdověl poté, co mu manželka po návratu z všesokolského sletu zemřela na pozdě léčený zápal plic. Po německé okupaci se v roce 1940 zapojil do protinacistického odboje v organizaci Obrana národa a stal se velitelem místní skupiny ve Starých Hamrech. Používal krycí jméno Hájek (HAmry-JEnda-Kabelka) a jako krytí používal jednání o půjčkách z jím vedené záložny. Dne 18. dubna 1941 byl za svou činnost zatčen během vyučování gestapem a postupně vězněn v Opavě, Olomouci, Breslau a Wohlau. Byl propuštěn, ale v listopadu téhož roku byl opět zatčen za činnost v nelegálním Sokole. Během věznění se nakazil tuberkulózou a v beznadějném zdravotním stavu byl opět propuštěn. Zemřel 17. července 1942 v nemocnici v ostravském Zábřehu. Osiřelých dětí se ujali příbuzní v jeho rodném Jakubově. Pohřben je v rodinné hrobce na hřbitově ve Starých Hamrech.

## Posmrtná ocenění
- Janu Kabelkovi byl in memoriam udělen Československý válečný kříž 1939